# Henrik Agersnap
Henrik Agersnap (født 8. april 1952 i Hvidovre) er en dansk jurist, dommer og tidligere retspræsident.
Henrik Agersnap, hvis far også var retspræsident, er student fra Viborg Katedralskole og cand.jur. fra Aarhus Universitet i 1976.
I 1987 blev han retsassessor ved Retten i Korsør og var fra 1987 til 1990 formand for Dommerfuldmægtigforeningen. I 1993 blev han dommer ved Retten i Odense, og blev i 2006 retspræsident samme sted. Han gik på pension i 2022, men virker nu som tilkaldedommer ved Retten i Aarhus.
Han er kommandør af Dannebrog.